# Drubec
Drubec é uma comuna francesa na região administrativa da Normandia, no departamento Calvados. Estende-se por uma área de 3,17 km². Em 2010 a comuna tinha 119 habitantes (densidade: 37,5 hab./km²).